# Łomnica (Tatry)

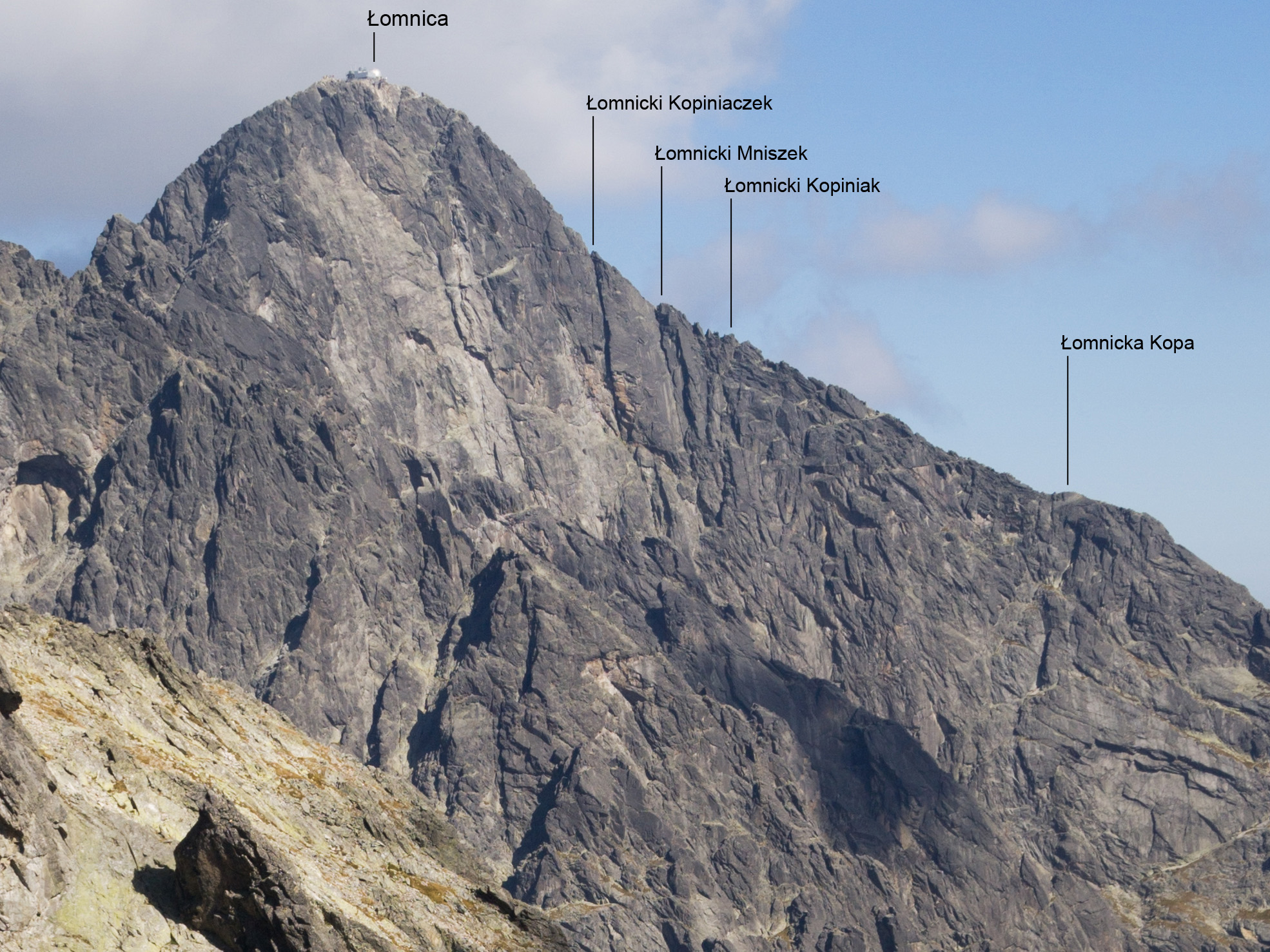
Zachodnia ściana i południowa grań Łomnicy

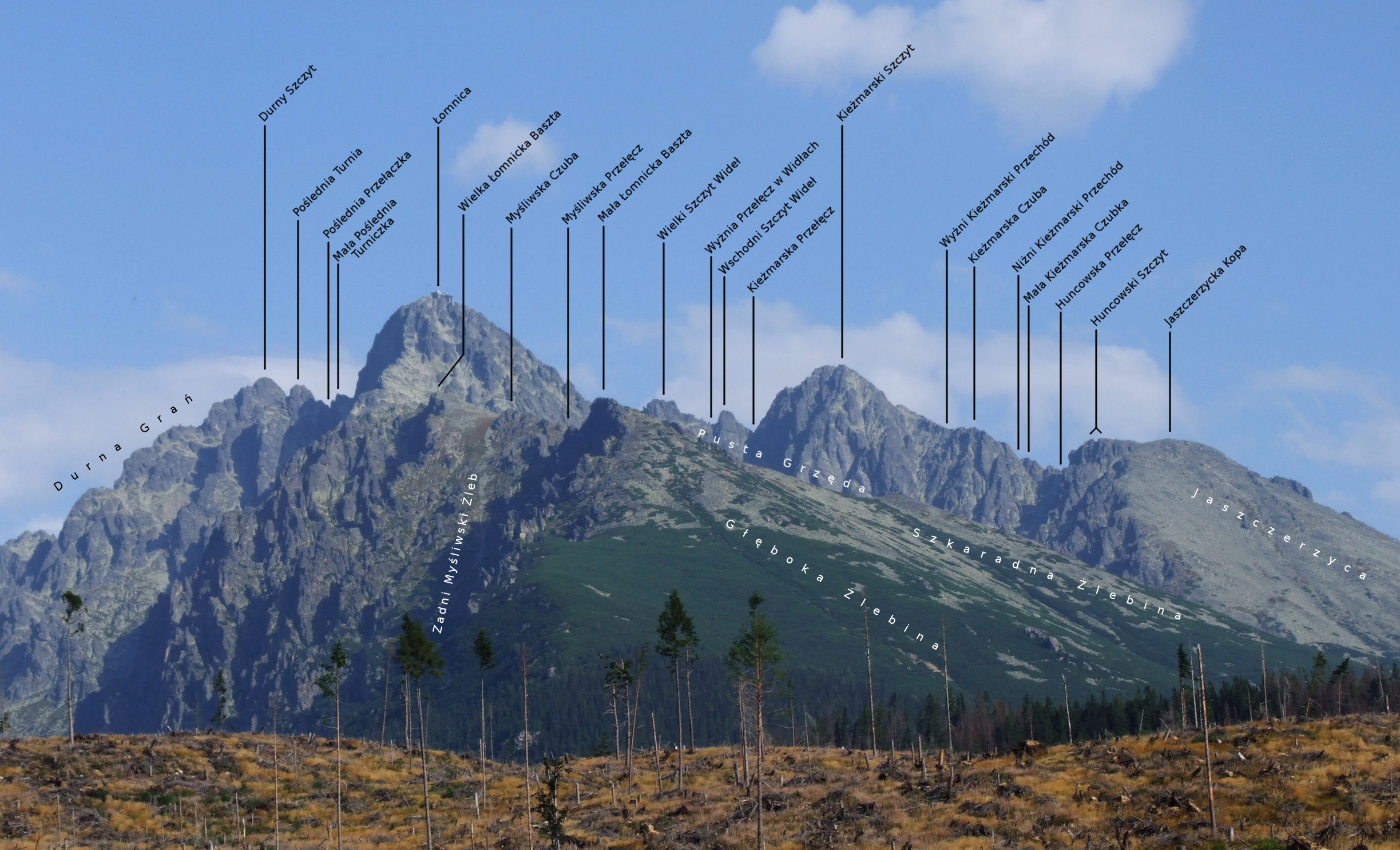
Masywy Łomnicy i Kieżmarskiego Szczytu

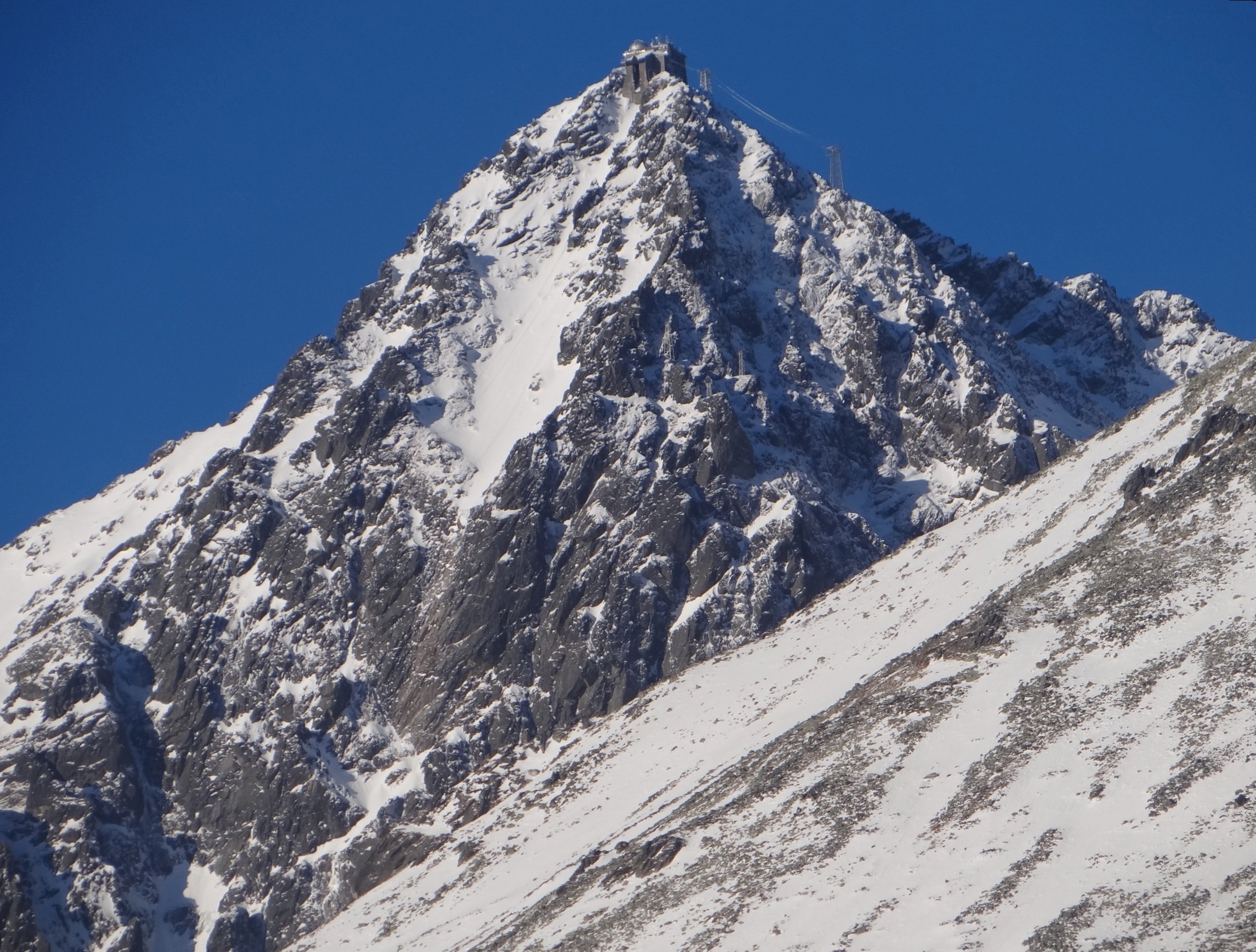
Łomnica od strony Doliny Kieżmarskiej

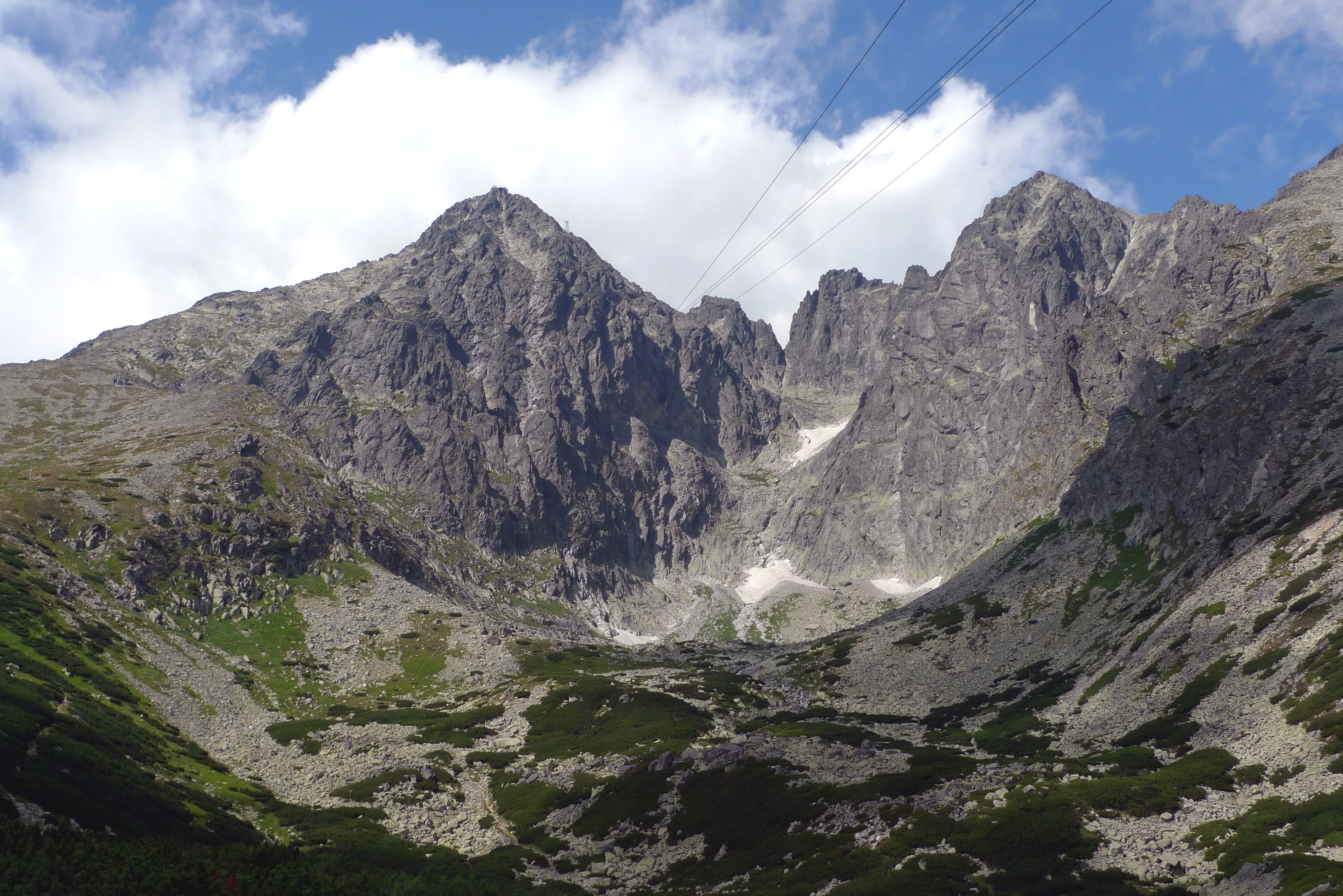
Widok na Łomnicę i Kieżmarski Szczyt od południowego wschodu

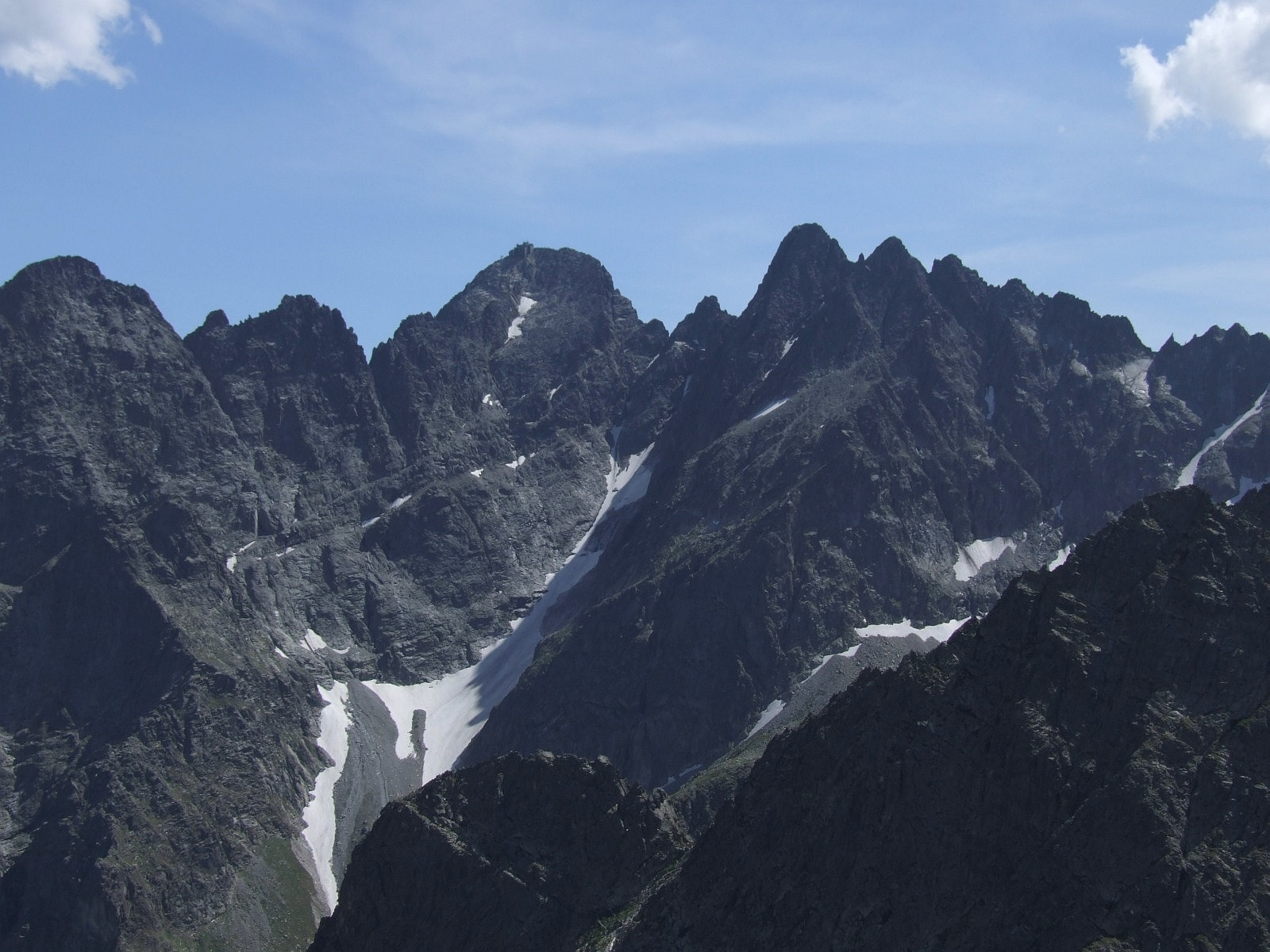
Kieżmarski Szczyt, Widły, Łomnica i Durny Szczyt od północy (z Jagnięcego Szczytu)

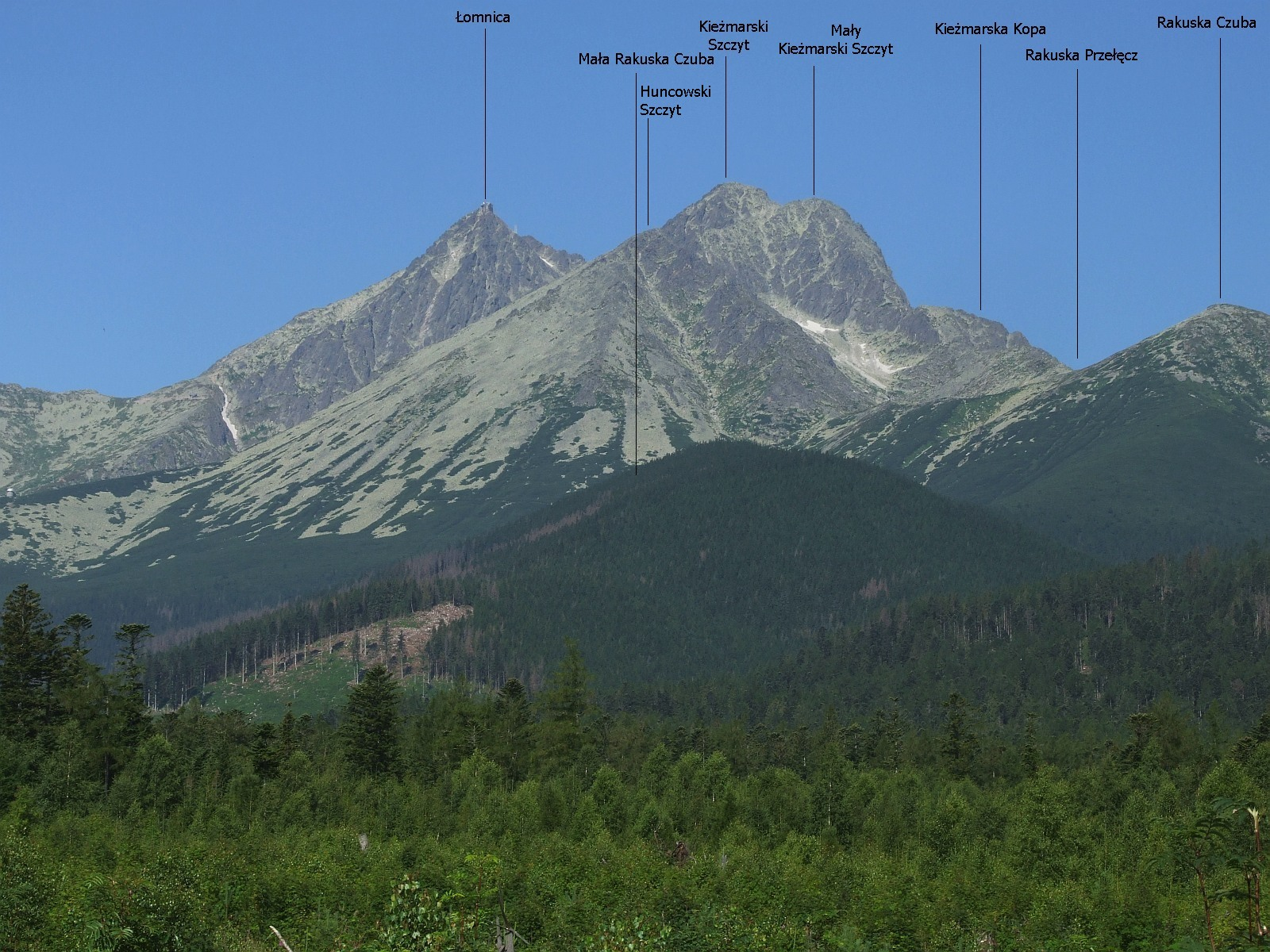
Łomnica od północy

Łomnica (słow. Lomnický štít, niem. Lomnitzer Spitze, węg. Lomnici-csúcs) – drugi co do wysokości (2633, 2634 lub 2632 m n.p.m.) po Gerlachu (2655 m) wybitny szczyt Tatr, położony w słowackiej części Tatr Wysokich. Do przeprowadzenia dokładniejszych pomiarów ok. 1860 r. uchodził za najwyższy w Tatrach. Należy do Wielkiej Korony Tatr.

## Topografia
Łomnica położona jest w bocznej grani odchodzącej na południowy wschód od grani głównej w Wyżnim Baranim Zworniku (Vyšná Barania strážnica) w masywie Baranich Rogów (Baranie rohy).
Od Łomnicy odchodzą liczne grzędy i trzy granie:
- grań północno-wschodnia z Widłami i Kieżmarskim Szczytem. Grań ta (a dokładniej najbliższy Łomnicy Miedziany Mur) od Łomnicy oddzielona jest Wyżnią Miedzianą Przełączką (Medená štrbina)[5].
- grań południowa (dokładniej: południowo-południowo-wschodnia) ze szczytem Łomnickiej Kopy (Lomnická kopa, 2421 m), Łomnicką Przełęczą (Lomnické sedlo) i Łomnicką Granią (Lomnický hrebeň) opadającą w kierunku Schroniska Zamkovskiego (Zamkovského chata). Od wierzchołka znajdują się kolejno:
  - Łomnicka Szczerbinka (Lomnická štrbinka),
  - Łomnicki Kopiniaczek (Lomnický zub),
  - Wyżni Łomnicki Karb (Vyšný lomnický zárez),
  - Łomnicki Mniszek (Lomnický mníšik),
  - Pośredni Łomnicki Karb (Prostredný lomnický zárez),
  - Łomnicki Kopiniak (Lomnická stena),
  - Niżni Łomnicki Karb (Lomnická priehyba),
  - Łomnicka Kopa (Lomnická kopa)[4][3][7],
- grań północno-zachodnia z Poślednią Turnią, Durnym Szczytem i Baranimi Rogami. W tej grani najbliżej szczytu znajdują się kolejno:
  - Przełączka pod Łomnicą (Sedielko pod Lomnickým),
  - Mała Poślednia Turniczka (Lomnická vežička),
  - Poślednia Przełączka (Posledná štrbina),
  - Poślednia Turnia (Posledná veža)[4].

Łomnica góruje nad:
- Doliną Małej Zimnej Wody – odgałęzieniem Doliny Zimnej Wody (Malá Studená dolina) – od południowego zachodu,
- Doliną Łomnicką (Skalnatá dolina) – od wschodu,
- Miedzianą Kotliną (Medená kotlina) – odgałęzieniem Doliny Dzikiej (Veľká Zmrzlá dolina), górnego piętra Doliny Zielonej Kieżmarskiej (dolina Zeleného plesa), należącej do systemu Doliny Kieżmarskiej (dolina Kežmarskej Bielej vody) – od północy[2].

Po północnej stronie szczytu położony jest Miedziany Śnieżnik. W stokach masywu Łomnicy znajdują się liczne żleby – najbardziej skomplikowaną budowę mają ściany południowo-zachodnie, w które wcinają się m.in. Żleb Chmielowskiego, Żleb Téryego i Siklawiczny Żleb. Na północny wschód od wierzchołka opada Łomnickie Koryto, będące najwyższą częścią Cmentarzyska w Dolinie Łomnickiej.
Sylwetkę Łomnicy stanowią okazałe ściany: zachodnia (ok. 300-400 metrów), wschodnia (ok. 600 metrów) i północna (ok. 600 metrów). Wierzchołek wznosi się około 900 metrów ponad lustrem Łomnickiego Stawu oraz prawie 2 kilometry ponad podtatrzańskimi równinami, co jednak trudno uznać za właściwą wysokość względną samej góry.

## Historia
Od XV wieku była znakiem herbowym Berzeviczych z Wielkiej Łomnicy, uważana była też za symbol Tatr Spiskich. W XVIII i XIX wieku, podobnie jak w wielu innych miejscach Tatr, prowadzono na Łomnicy prace górnicze (w rejonie Miedzianych Ławek). Dr Ján Lipták, profesor kieżmarskiego liceum ewangelickiego, utrzymywał ok. 1935 r. że pierwszym zdobywcą tego szczytu był już w 1615 r. Dávid Fröhlich, wówczas jeszcze kilkunastoletni uczeń tej szkoły, a później uczony–polihistor i pedagog. Teorię tę obalił wówczas Ivan Houdek podając, iż pierwszym znanym z nazwiska turystą, który stanął na szczycie Łomnicy, był Robert Townson z dwoma myśliwymi 17 sierpnia 1793 r., lecz nie wykluczył tego, że już wcześniej wychodzili na wierzchołek góry nieznani spiscy poszukiwacze cennych kruszców. 
Obecnie przyjmuje się, że pierwszego znanego wejścia na szczyt dokonał Jakob Fabri senior (członek rodziny zajmującej się w tym rejonie górnictwem) pomiędzy 1760 a 1790 rokiem. Do pierwszych wejść podjętych w celach naukowych należy wejście Stanisława Staszica z przewodnikami, dokonane 21 sierpnia 1802 lub 1804 r.W „Jahrbuch des UKV” z 1907 r. ogłoszono wspomnienie, z którego wynika, że 9 sierpnia 1820 r. w ramach tzw. franciszkowskich pomiarów topograficznych Węgier dwaj austriaccy oficerowie z pomocą miejscowych chłopów wybudowali (lub ukończyli) widetę na szczycie Łomnicy.
Do 1870 r. Łomnica była najczęściej odwiedzanym szczytem Tatr Wysokich. Pisarka Jadwiga Łuszczewska przyjechała na Spisz tylko po to, by zobaczyć Łomnicę, prezydent Ludvík Svoboda był na niej kilkanaście razy pieszo. Łomnica odegrała ogromną rolę w dziejach zdobycia Tatr. Stanisław Staszic wyszedł na nią dla przeprowadzenia doświadczeń z magnetyzmem. Maksymilian Nowicki w 1867 r. pisał: Kto pewny w nogach i wolny od zawrotu głowy, temu łatwo wejść na nią i zejść z niej. W 1882 r. weszli na nią Hugo Zapałowicz i Teodor Pareński z przewodnikami Szymonem Tatarem młodszym i jego ojcem Janem.
Zimą pierwszy na szczycie był niemiecki alpinista Theodor Wundt z przewodnikiem Jakobem Horvayem 27 grudnia 1891 r. Zdobycie Łomnicy w trudnych warunkach zimowych było ówczesnym tatrzańskim rekordem pokonanych trudności.
W walkach o zdobycie trudnej zachodniej ściany o wysokości 250–400 m wzięli udział czołowi polscy taternicy. 8 sierpnia 1929 r. przeszli ją (lewą jej częścią) Wiesław Stanisławski, Antoni Kenar i Aleksander Stanecki, 21 czerwca 1930 r. inną drogą (prawą częścią) Wincenty Birkenmajer i Kazimierz Kupczyk. O tej drugiej drodze Jan Kazimierz Dorawski napisał, że prawdopodobnie niczym już w Tatrach przewyższona być nie może.

## Turystyka
Również obecnie należy do najpopularniejszych szczytów tatrzańskich. Związane jest to ze zbudowaniem w latach 1936–1940 napowietrznej kolei linowej z Tatrzańskiej Łomnicy. Łączna deniwelacja dla kolei, stopniowo wynoszącej turystów po zboczach Łomnicy, wynosi 1700 metrów. W górnej stacji kolei umieszczono Instytut Hydrometeorologiczny, w latach 1957–1962 dobudowano obserwatorium astronomiczne „Lomnický štít” (placówki należące do Słowackiej Akademii Nauk). W 1957 r. umieszczono tu telewizyjną stację przekaźnikową. Spod Łomnickiej Przełęczy prowadzą w dół narciarskie trasy zjazdowe.
Dolna stacja kolei linowej na Łomnicę znajduje się nad Łomnickim Stawem, osiągalnym pieszo bądź kolejną koleją z Tatrzańskiej Łomnicy.
Ze szczytu Łomnicy roztacza się bardzo rozległa panorama. W 1962 r. słowacki znawca Tatr Ivan Bohuš pisał o niej: „Około 300 wyraźniejszych szczytów i turni wystercza z grzbietów tatrzańskich, a gdy się na nie patrzy z drugiego co do wysokości wierzchołka całego pasma – wyglądają jak fale wzburzone wiatrem i nawałnicą.”
Trasy piesze prowadzą od:
- schroniska nad Zielonym Stawem Kieżmarskim,
- Schroniska Téryego (Téryho chata) w Dolinie Pięciu Stawów Spiskich (tzw. „Jordanka”, czyli droga Károlya Jordána),
- Doliny Łomnickiej, od Łomnickiego Stawu (Skalnaté pleso).

Wejścia piesze dozwolone są tylko w towarzystwie uprawnionego przewodnika.

## Nazwa
Nazwa Łomnicy pochodzi od przepływającego dnem Doliny Łomnickiej Łomnickiego Potoku, zwanego dawniej po prostu Łomnicą (od niego też wzięły się nazwy doliny, Łomnickiego Stawu, miejscowości Wielka Łomnica i innych). Sam potok wziął swą nazwę od dawnego słowa „łomy”, oznaczającego bloki kamienne zrzucane z łoskotem przez rwącą wodę. Nazwy Kamienny Potok, Kamienny Staw oraz słowackie Skalnaté pleso, Skalnatý potok są dosłownymi tłumaczeniami spiskoniemieckiej nazwy Steinbach – a ta z kolei według Witolda Henryka Paryskiego jest kalką wczesnych nazw słowiańskich. Słowacki znawca Tatr Ivan Bohuš pisał zaś, że Steinbach to zniekształcone słowo Steinbock, oznaczające kozicę.
W przeszłości Łomnicę określano też jako Łomnicki Szczyt. W użyciu było też określenie Krępak, Krempak, Krapak, przy czym czasem rozciągano je na całej Tatry czy wręcz Karpaty. Stanisław Staszic w latach 1812 i 1815 określał Łomnicę konsekwentnie mianem Wielkiego Krapaka lub Krapaka, podawał też inne nazwy: Wysoka, Wysoka Łomnicka, Wielki Gruń – nie wymieniał natomiast polskiej nazwy Łomnica, która powstała później. Szczyt nazywano też Królową Tatr lub Królową Tatrzańską.